# Octavie Lagrange
Pour les articles homonymes, voir Lagrange.
Octavie Lagrange, née Angélique Louise Octavie Naudin le 27 octobre 1825 à Montmorency et morte le 2 mai 1899 à Nice, est une écrivaine française.

## Biographie
Angélique Louise Octavie Naudin naît en 1825 à Montmorency, fille d'Alexandre Louis Naudin, notaire royal à la résidence d'Enghein, et Octavie Armande Laurent.
En 1845, elle épouse à Pierry, Alphonse Lagrange, docteur en médecine. 
Entre 1864 et 1867, Octavie Lagrange accompagne son mari, durant ses voyages au titre de botaniste, l'assistant dans la collecte des plantes dans le bassin méditerranéen. En 1867, Alphonse Lagrange fait paraître un catalogue autographié intitulé Plantes recueillies par M. et Mme Lagrange, aux environs de Tanger (Maroc), dans un rayon de six à huit lieues.
De son séjour dans l'Algérie coloniale, passant notamment par Alger, Blida, Cherchell, Tizi Ouzou, Biskra, Batna et Constantine, Octavie Lagrange tire en 1868 un récit autographe — intitulé Souvenirs de voyage. Algérie et Tunisie. Correspondance — dans lequel elle raconte ses visites dans un style immature. Son propos est plein de mépris envers les habitants de l'Algérie, qu'ils soient Juifs, Maures ou Berbères, avec une violence particulière envers les femmes noires. Elle y vante le colonialisme français, qui apporte selon elle sécurité et civilisation.
Son époux Alphonse Lagrange meurt le 1er mai 1884 à Paris.
Elle meurt à Nice le 2 mai 1899.

## Ouvrage
- Souvenirs de voyage. Algérie et Tunisie. Correspondance, Langres : autographie de Vathelet, 1868